# Torre Ahrax
Torre Ahrax (en maltés: Torri tal-Aħrax), originalmente conocida como Torre di Lacras, y también conocida como Torre Armier (en maltés: Torri tal-Armier), Torre Ta 'loslien ( en maltés: Torri ta' Ħoslien ) o la Torre Blanca ( en maltés: Torri l-Abjad), es una pequeña torre de vigilancia con vistas a la bahía de Armier en los límites de Mellieħa, Malta. Fue construido en 1658 como la sexta de las torres de Redín. Una batería de artillería fue construida a su alrededor en 1715. Hoy, la torre y la batería siguen intactas aunque en mal estado. 
La Torre Ahrax es la fortificación más septentrional de la isla principal de Malta. 

## Historia
La Torre Ahrax fue construida en noviembre de 1658 en el área conocida como "l-Aħrax tal- Mellieħa". La construcción habría costado 589 escudos, 5 tari y 15 grani. Su estructura es similar a las otras torres de Redín, con una base cuadrada y dos pisos. Sin embargo, la base de la Torre Ahrax es ligeramente más grande que algunas de las otras torres. Una vez apareció un chapetón sobre la puerta principal con el escudo de armas de Martín de Redín, aunque ahora ya no está en su lugar. Al igual que en el caso de la Torre Ghajn Hadid, se ubicó un pozo cerca de la torre para suministrar agua a la milicia estacionada en la torre. 

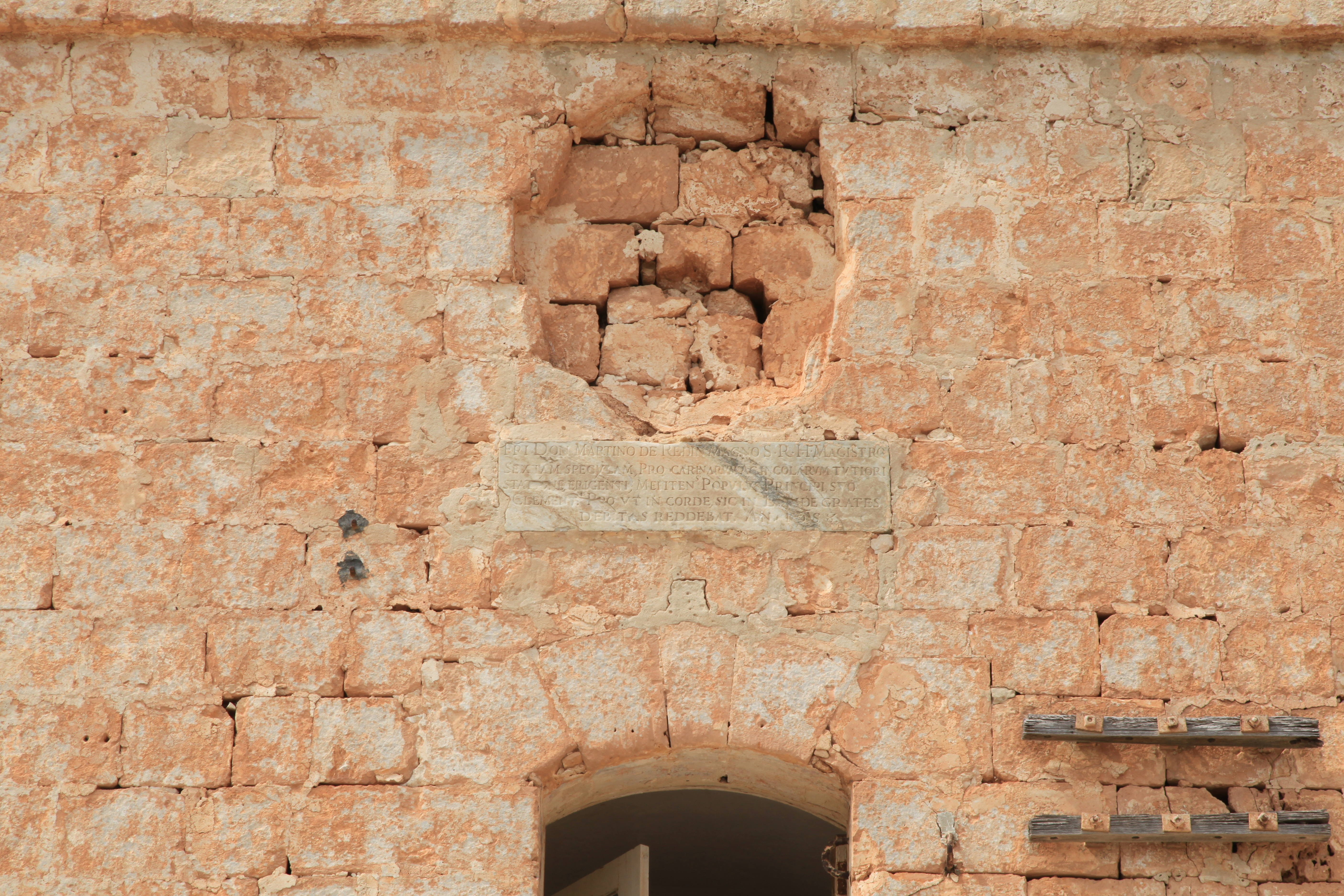
Hueco de la placa conmemorativa y escudo.

En 1715, se construyó una batería de artillería alrededor de la torre, y se llamaba Batteria della Harach. La batería consistía en una plataforma de armas semicircular con un parapeto en barbette, un blocao que se construyó en la pared occidental de la torre y dos paredes que unían la torre con la plataforma de armas. Estaba rodeado por una zanja excavada en la roca.
En la inspección de 1743, la Torre Aħrax estaba armada con dos cañones de bronce, ruedas de armas y culatas, dieciséis balas de cañón, cuatro mosquetes, un rotolo de bolas de mosquete y diez rotolos de pólvora. Treinta años después, en 1770, la batería estaba armada con diez cañones de hierro con 700 bolas de hierro y 150 balas de uva. La pólvora fue almacenada en la Torre de Santa Ágata. 
En el siglo XIX, los británicos utilizaron la torre como estación naval y agregaron varias habitaciones a la estructura de la torre. En un momento sirvió como residencia de verano del gobernador y un escudo de armas británico reemplazó los brazos personales de Martín de Redín. Después de la Segunda Guerra Mundial, la torre era de propiedad privada, pero finalmente fue abandonada.

## Actualmente

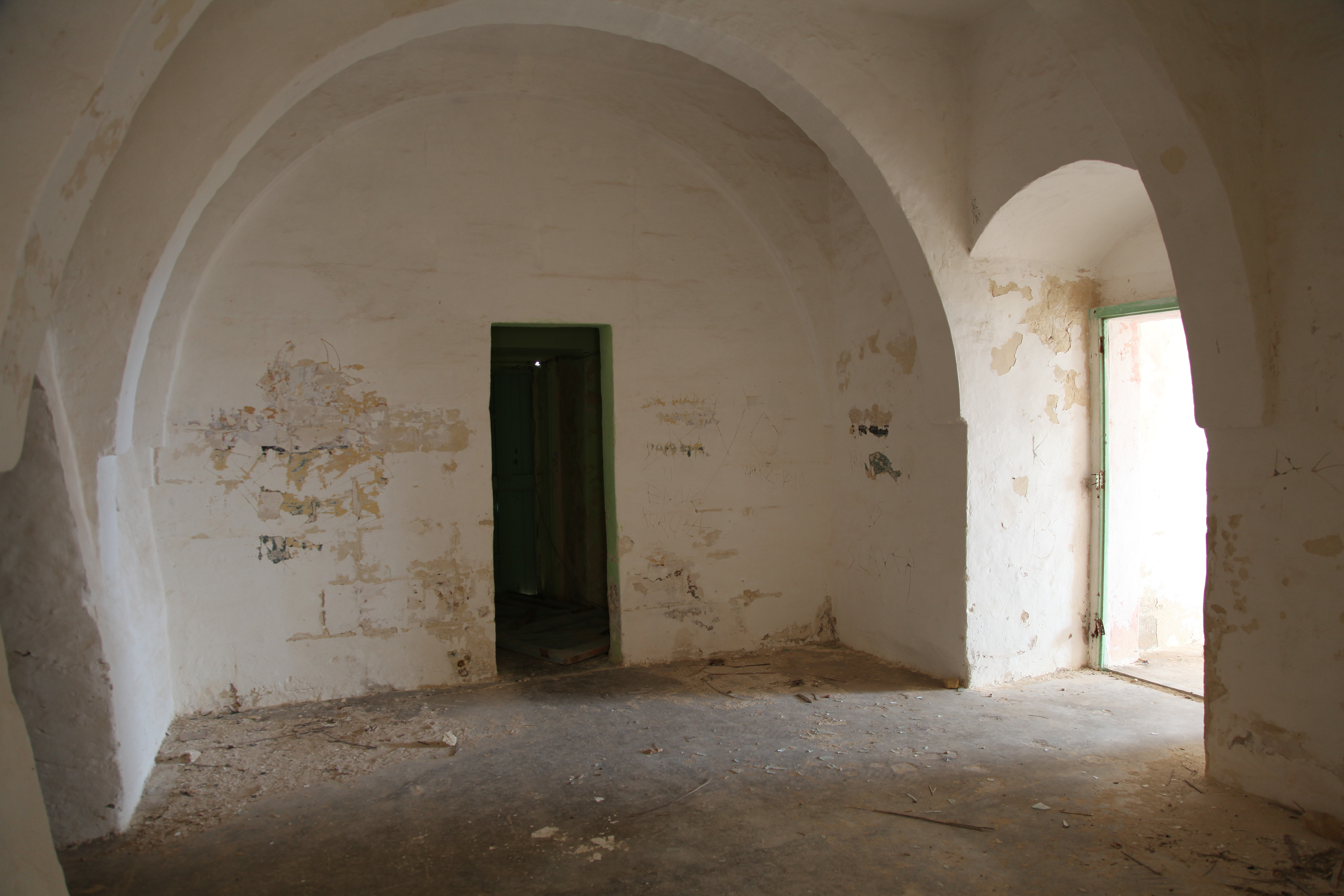
El interior de la torre

El área en torno a la torre ahora está recubierta de hormigón, o concreto, y los cimientos de algunas paredes de la batería nunca se han excavado. Con los años, la Torre Ahrax fue modificada decisivamente, por lo que ahora es difícil ver qué partes son originales y cuáles se agregaron más tarde. La batería permanece en gran parte intacta, con la excepción de una de las paredes de enlace. En 2009, la torre pasó al Consejo Local de Mellieħa. Necesita restauración.